# Lahn
Pour les articles homonymes, voir Lahn (homonymie).
La Lahn est une rivière affluente du Rhin longue de 245 km traversant la Hesse en Allemagne.

## Géographie
Elle prend sa source dans la montagne Lahnkopf dans le Rothaargebirge, massif culminant du Sauerland. Elle traverse ensuite la Rhénanie-du-Nord-Westphalie, la Hesse et la Rhénanie-Palatinat avant de se jeter dans le Rhin à Lahnstein. Elle croise auparavant des villes importantes, comme Marbourg, Gießen ou Wetzlar.
Principaux affluents :
- Ohm (rive gauche) ;
- Dill (rive droite) ;
- Aar (rive gauche) ;
- Weil (rive gauche) ;
- Elbbach (rive droite).